# 贾玛鲁丁查吉
贾玛鲁丁查吉（1951年5月25日—2015年4月4日），马来西亚政治人物，为巫统党员。

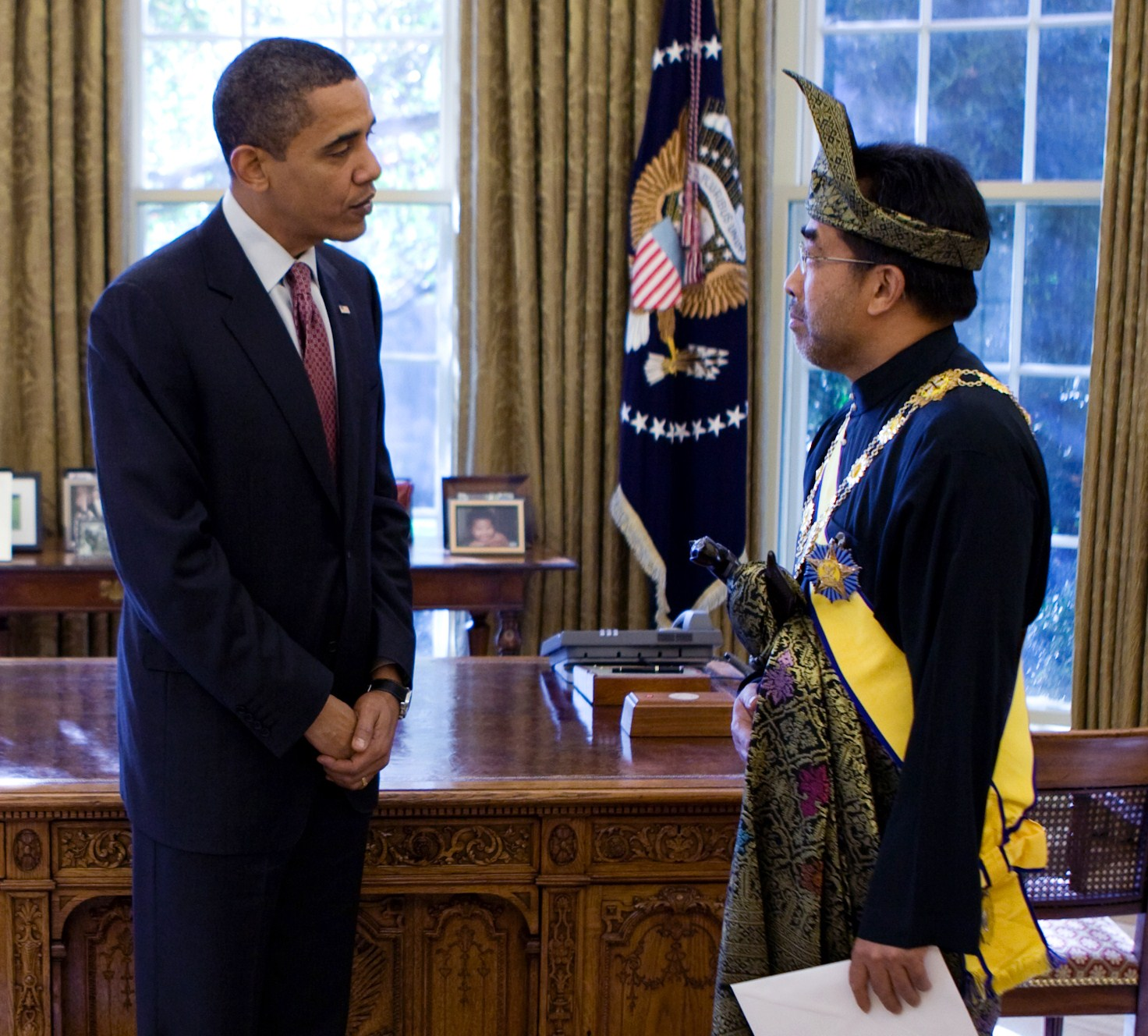
贾玛鲁丁在椭圆形办公室与美国总统贝拉克·奥巴马会面（2009年11月4日）

## 政治生涯
自1990年马来西亚大选以来，贾玛鲁丁查吉代表国民阵线当选为彭亨云冰的国会议员，亦曾為巫统中央委员，他也在第六次马哈迪内阁中担任马来西亚第二财政部长。2015年4月4日，贾玛鲁丁在乘坐海豚直升机时发生直升机爆破意外逝世，前首相马哈迪·莫哈末向贾玛鲁丁的家属致哀，并形容他的离世，是国家一大损失。